# Heilkräutergarten Klaffer am Hochficht
Der Heilkräutergarten Klaffer am Hochficht ist heute der größte Heilkräutergarten Österreichs.

## Lage
Der Heilkräutergarten Klaffer am Hochficht liegt im Bezirk Rohrbach im nördlichen Mühlviertel in der Nähe des Skigebiets Hochficht. Aus südlicher Richtung kommend findet man den Heilkräutergarten gleich nach der Ortseinfahrt auf der linken Seite hinter der Pfarrkirche von Klaffer am Hochficht.

## Geschichte
Pfarrer Norbert Johann Pühringer begann in den 1970er Jahren mit der Unterstützung freiwilliger Gemeindebürger den heutigen Heilkräutergarten in der Gemeinde Klaffer am Hochficht anzulegen. Die Arbeiten dauerten von 1970 bis 1978. Das Projekt wurde unter der Leitung von Angela Hehenberger im August 1980 fertiggestellt und am 15. August 1980 von dem Bürgermeister Robert Egginger eröffnet. Der Heilkräutergarten wurde in den letzten Jahren ständig erweitert und umfasst jetzt eine Fläche von zirka 7.800 m² auf der in etwa 1.000 unterschiedliche Heilkräuter wachsen und gedeihen. Heute wird der Heilkräutergarten von dem Verein „Betrieb zur Erhaltung und Förderung des 1. OÖ. Heilkräuter-, Schau- und Lehrgartens Klaffer“ unter der Leitung von Obmann Rupert Mager geführt. Am 7. November 1994 verlieh die oberösterreichische Landesregierung dem Verein den über Vorschlag des Preisrichterkollegiums gestifteten Umweltschutz-Sonderpreis 1994 („naturnahe Hausgärten“). Der Heilkräutergarten verzeichnet zirka 6000 Besucher pro Jahr.

## Gründer des Heilkräutergartens
Norbert Johann Pühringer wurde am 30. Juli 1908 in Wels-Lichtenegg geboren. Pfarrer Norbert war vom 1. Jänner 1941 bis zur Einweihung der ersten Kirche von Klaffer am 11. Jänner 1958 bereits mit der Seelsorge von Klaffer beauftragt. Am 11. Jänner 1958 wurde er zum ersten Pfarrer der Gemeinde Klaffer am Hochficht.
1950 zog sich der Pfarrer schwere Erkältungen zu, die zu einer Lähmung führten (Polyarthritis). Im Krankenhaus Wels lagen in seinem Zimmer zwei weitere Patienten, die an derselben Krankheit litten und mit Goldinjektionen und vielen Medikamenten behandelt wurden. Er lehnte dies ab und wurde von seiner Schwester Aretha, die im Krankenhaus arbeitete, unterstützt. Sie verteilte gut abgekochte, heiße Heublumen auf alle Gelenke, wickelte ihn in Leinentücher und deckte noch über die Bettdecke eine Plastikfolie. Nach zwei bis drei Stunden intensivem Schwitzen wurde er von seiner Schwester gebadet, danach brauchte er viel Ruhe und Schlaf.
Nach sechs Monaten verließ der Pfarrer geheilt und ohne Schmerzen das Hospital. Die Heublumen hatten die Spannungen in seinen Gelenken gelöst, angeblich, indem sie die Giftstoffe aus den Gelenken zogen und somit die Entzündungen abheilen konnten. Der Pfarrer eignete sich daraufhin ein großes Fachwissen in diesem Spezialgebiet an und veranstaltete Vorträge mit Naturheilpraktikern. In dieser Zeit entwickelte er den Plan des Heilkräutergartens, den er dann auch verwirklichen konnte. Am 1. September 1979 übergab er die Pfarre Klaffer am Hochficht an Pfarrer Dominik Höglinger und ging in den Ruhestand. Pfarrer Norbert starb bei seiner 10. Pilgerreise nach Lourdes am 3. Oktober 1989 im Kloster von Saint Gildard in Nevers (Frankreich) an einem Herzinfarkt im 82. Lebensjahr.

## Verein
Der Verein zum Betrieb, zur Erhaltung und Förderung des 1. OÖ. Heilkräuter-, Schau- und Lehrgartens Klaffer hat den Sitz in Klaffer und möchte drei Aufgaben erfüllen:
- Förderung und Werbung für die volksbildnerische und erzieherische Arbeit (Schule, Exkursionen)
- Der Wissenschaft die Möglichkeit für Forschungen zu bieten und auch selbst Forschungen anstellen zu können.
- Heilpflanzen, Kräuter und Strauchpflanzen, besonders die vom Aussterben bedrohten Arten zu schätzen und erhalten.

Der Verein wird vom Obmann Rupert Mager geleitet. Neben dem Obmann gibt es noch die Organe Hauptversammlung, Vorstand und Rechnungsprüfer. Außer dem Mitgliedsbeitrag finanziert sich der Heilkräutergarten durch Spenden, durch Subventionen der Gemeinde, sowie durch Einnahmen aus Veranstaltungen. Solche Veranstaltungen waren zum Beispiel zwei Kräuterfeste. Im Sommer 2010 veranstaltete der Verein aufgrund des 30-jährigen Jubiläums erneut ein Kräuterfest. Jedes Jahr am 15. August findet die Kräuterweihe mit einer Heiligen Messe statt.

## Gestaltung des Gartens
Der Heilkräutergarten Klaffer a. H. ist in verschiedene Beete eingeteilt. Zwischen den verschiedenen Beeten befinden sich eine Heidelandschaft, Sträucher, Bäume, ein Teich und Möglichkeiten zum Rasten. Am Eingang neben der Kasse steht ein Bildstock, gewidmet der Heiligen Hildegard von Bingen. Im unteren Bereich findet man einen Bauerngarten, mit frischem Gemüse und Früchten sowie mit traditionellen Blumen. In der Mitte des Bauerngartens ist eine Gewürzinseln mit unterschiedlichen Küchenkräutern und Gewürzen. Unterhalb des Bauerngartens steht der Lebensbaum. Neben dem Bauerngarten befinden sich der Monatsgarten und der Singlegarten. Der Monatsgarten ist in zwölf kleine Beete unterteilt, in denen sich typische Kräuter des betreffenden Monats befinden. Der Singlegarten beinhaltet ein ausgewogenes Sortiment von Kräutern und Gemüse für den Singlehaushalt. Oberhalb des Monatsgartens kann man viele verschiedene Orchideenarten sehen. Gegenüber dem Bauerngarten liegt das Brachstück. Hier wird von den Mitarbeitern des Heilkräutergartens nichts angepflanzt. Durch Samenflug und Wind pflanzen sich hier selbstständig Pflanzen an. Zwischen dem Teich und dem Lehrgarten befindet sich ein Bienenschaukasten. Bei diesem kann man die Bienen, sowie die Bienenkönigin, welche durch ihre Größe und ihre Markierung gut von den anderen Bienen unterschieden werden kann, im Stock beobachten. Oberhalb der Heidelandschaft findet man einen großen Rastplatz, auf diesem findet Mitte August die jährliche Heilige Messe mit Kräuterweihe statt.

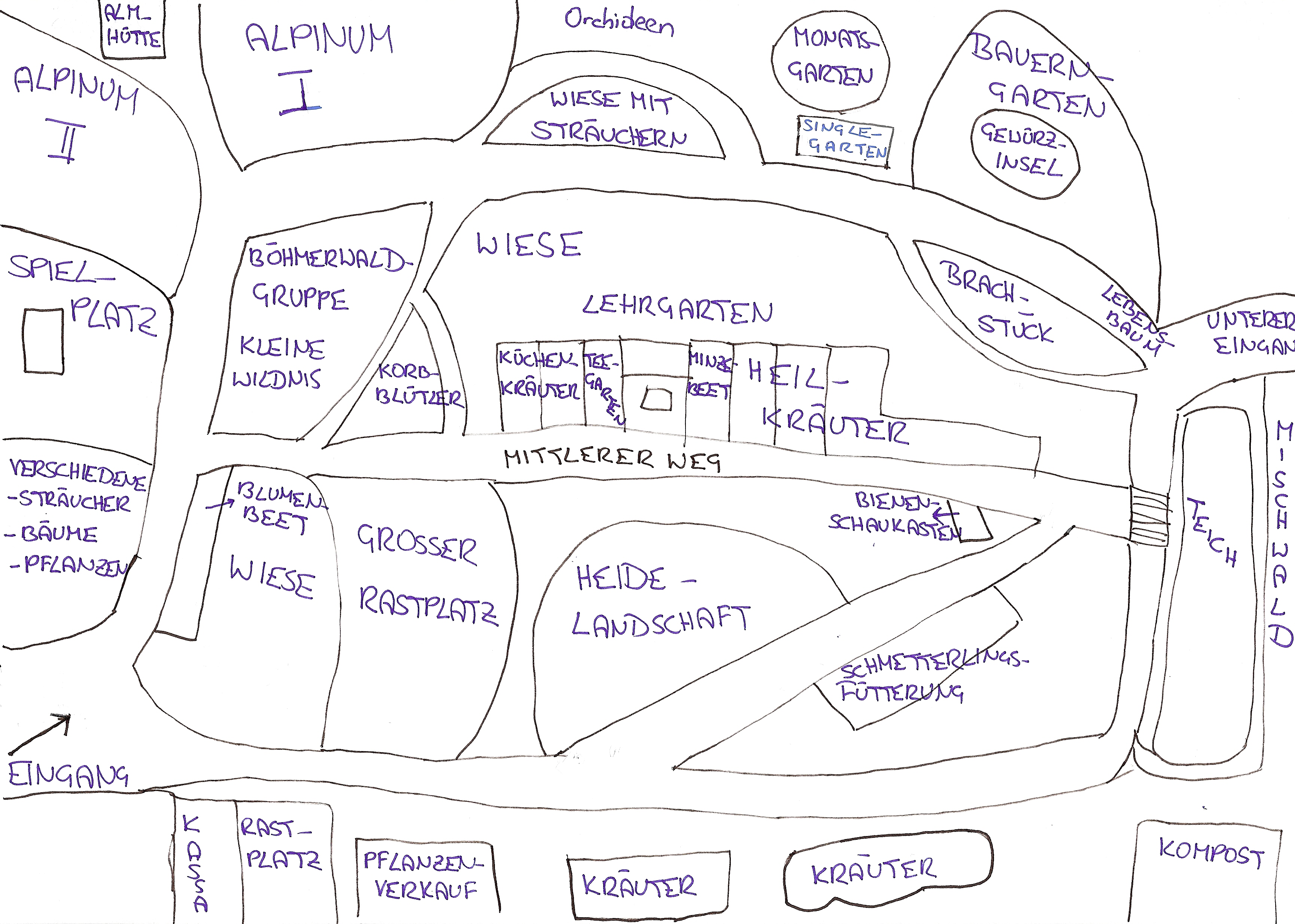
Gartenübersicht
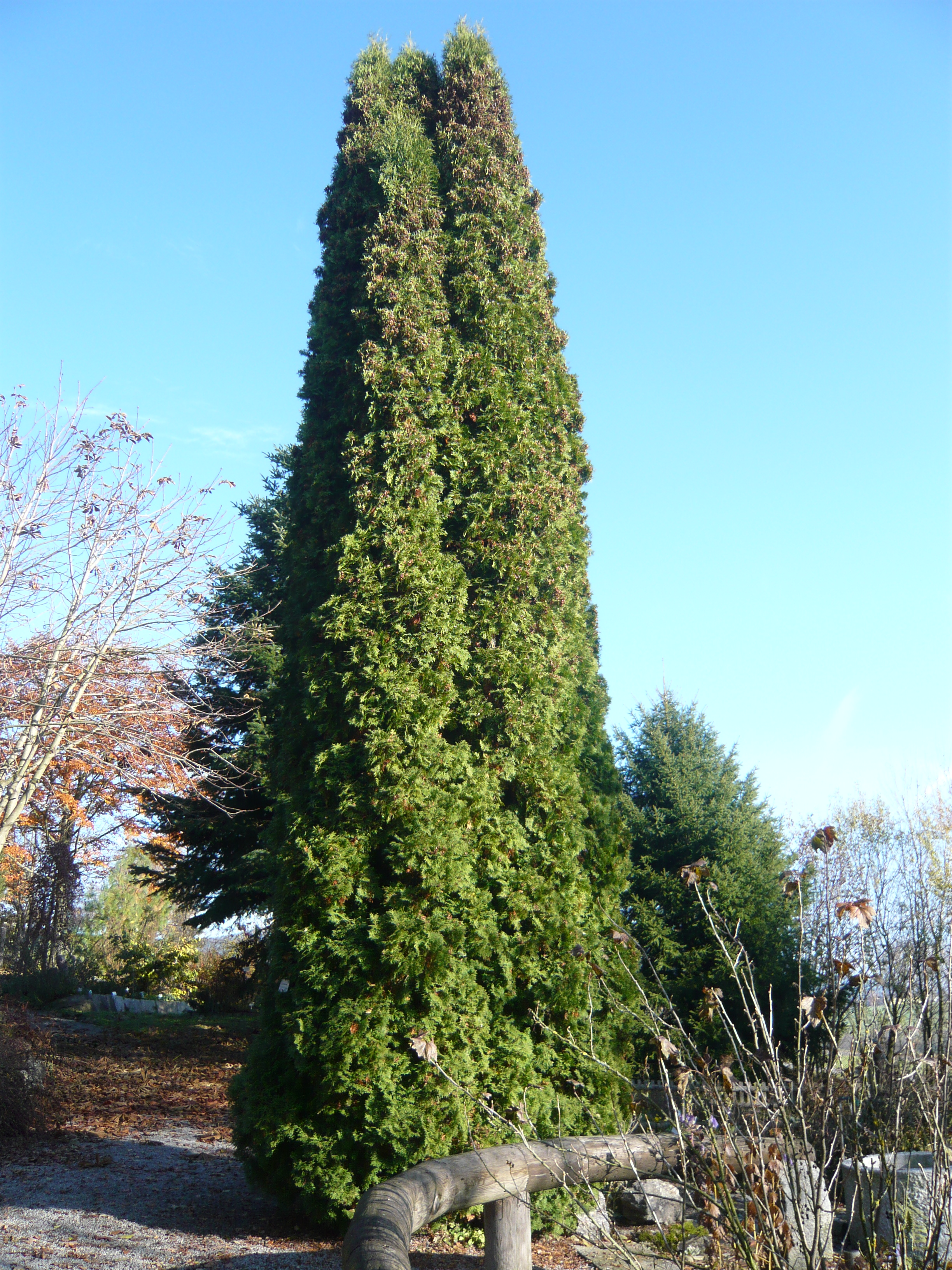
Lebensbaum
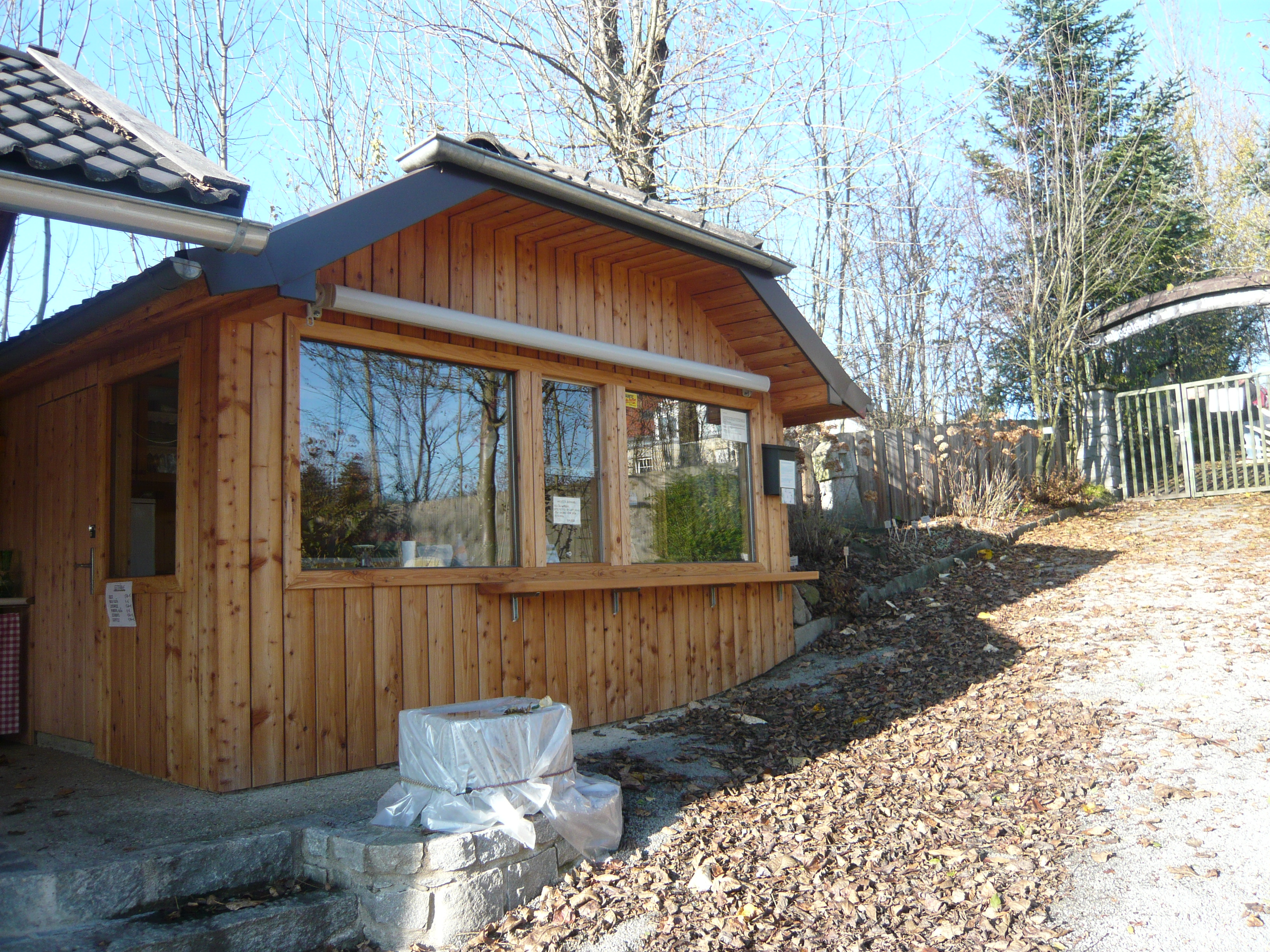
Kassahäuschen
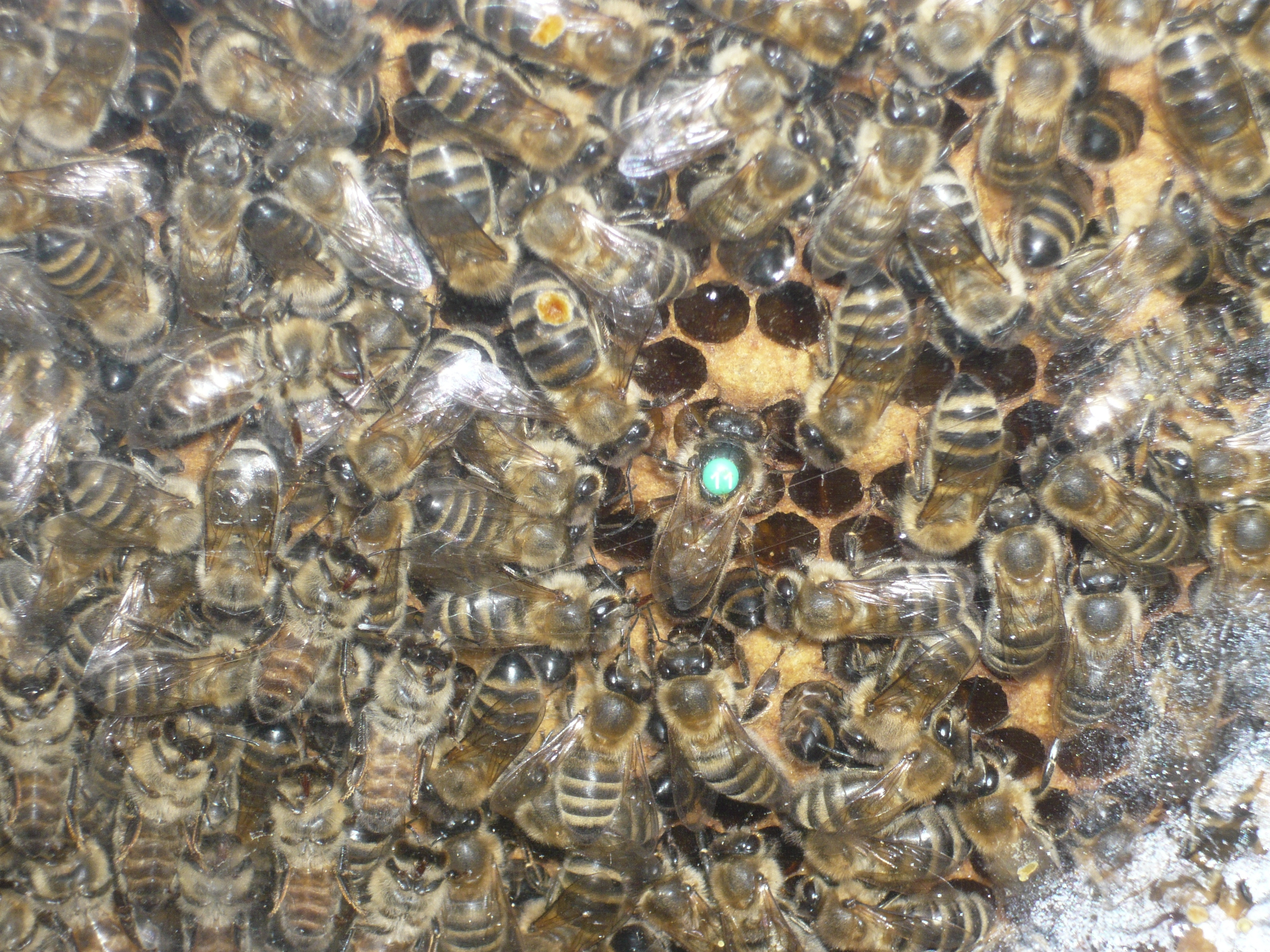
Bienenschaukasten

### Beschreibung der wichtigsten Beete
Der wichtigste Gartenbereich ist der Schau- und Lehrgarten im Zentrum des Heilkräutergartens. In diesem Beet befinden sich die Küchenkräuter, die Heilkräuter, der Teegarten und das Minzebeet. Diese Beete beinhalten heimische Heilpflanzen.
| Küchenkräuter         | Botanischer Name      |
| --------------------- | --------------------- |
| Süßwurzel             | Sium sisarum          |
| Wohlriechender Lauch  | Allium suaveolens     |
| Ysop                  | Hyssopus officinalis  |
| Zitronenthymian       | Thymus citriodorus    |
| Sommer-Portulak       | Portulaca oleracea    |
| Schnittknoblauch      | Allium tuberosum      |
| Lauch-Zwiebel         | Allium fistulosum     |
| Basilikum             | Ocimum basilicum      |
| Senfkresse            | Lepidium latifolium   |
| Garten-Salbei         | Salvia officinalis    |
| Oregano               | Origanum vulgare      |
| Bärwurz               | Ligusticum mutellina  |
| Liebstöckel           | Levisticum officinale |
| Borretsch             | Borago officinalis    |
| Kapuzinerkresse       | Tropaeolum majus      |
| Japanische Petersilie | Cryptotaenia japonica |
| Majoran               | Majorana hortensis    |
| Baumspinat            | Chenopodium giganteum |
| Kren-Meerrettich      | Armoracia rusticana   |
| Schnittlauch          | Allium schoenoprasum  |
| Feldthymian           | Thymus serpyllum      |
| Bergbohnenkraut       | Satureja montana      |
| Süßdolde              | Myrrhis odorata       |

| Teegarten                    | Botanischer Name              |
| ---------------------------- | ----------------------------- |
| Garten-Salbei                | Salvia officinalis            |
| Spitzwegerich                | Plantago lanceolata           |
| Durchlöchertes Johanniskraut | Hypericum perforatum          |
| Goldmelisse                  | Monarda didyma                |
| Wermut                       | Artemisia absinthium          |
| Ackerschachtelhalm           | Equisetum arvense             |
| Römische Kamille             | Chamaemelum nobile            |
| Gemeiner Frauenmantel        | Alchemilla vulgaris           |
| Alpenfrauenmantel            | Alchemilla alpina             |
| Zitronen-Melisse             | Melissa officinalis           |
| Apfelminze                   | Mentha spicata                |
| Schafgarbe                   | Achillea tomentosa 'Aurea'    |
| Kleinblütiges Weidenröschen  | Epilobium parviflorum         |
| Große Brennnessel            | Urtica dioica subsp. dioica   |
| Eibisch                      | Althaea officinalis           |
| Ananassalbei                 | Salvia rutilans               |
| Frauensalbei                 | Tanacetum balsamita           |
| Lungenkraut                  | Pulmonaria longifolia         |
| Panaschierter Salbei         | Salvia officinalis 'Icterina' |
| Kaukasischer Comfrey         | Symphytum caucasicum          |
| Oregano                      | Origanum vulgare              |

| Minzenbeet             | Botanischer Name                |
| ---------------------- | ------------------------------- |
| Katzenminze            | Nepeta cataria                  |
| Apfelminze             | Mentha spicata                  |
| Ananasminze            | Mentha suaveolens               |
| Ingwer-Minze           | Mentha × gracilis               |
| Orangen-Minze          | Mentha aquatica f. citrina      |
| Krauseminze            | Mentha spicata subsp. crispa    |
| Bergminze              | Calamintha nepeta               |
| Pfefferminze           | Mentha × piperita var. piperita |
| Schokoladen-Minze      | Mentha × piperita 'Chocolate'   |
| Spearminze             | Mentha spicata                  |
| Kleinblütige Bergminze | Calamintha nepeta               |

| Heilkräuter         | Botanischer Name       |
| ------------------- | ---------------------- |
| Breitwegerich       | Plantago major         |
| Spitz-Wegerich      | Plantago lanceolata    |
| Fünffingerkraut     | Potentilla reptans     |
| Aufrechter Ziest    | Stachys recta          |
| Orientalischer Mohn | Papaver orientale      |
| Lavendel            | Lavandula angustifolia |
| Odermennig          | Argrimonia eupatoria   |
| Ringelblume         | Calendula officinalis  |
| Mutterkraut         | Tanacetum parthenium   |
| Weberkarde          | Dipsacus sativus       |
| Herzgespann         | Leonurus cardiaca      |
| Hauswurz            | Sempervivum tectorum   |
| Gänsefingerkraut    | Potentilla anserina    |

Ein weiteres Highlight ist das Alpinum I und das Alpinum II. In diesen Beeten befinden sich Pflanzen aus den Alpen, teilweise aus dem Hochgebirge. Das Alpinum ist so gestaltet, dass es teilweise einen Hochgebirgscharakter hat. Die Hochblütezeit der Alpenpflanzen befindet sich zwischen Mai und Juni. Im Alpinum I befinden sich zum Beispiel das Alpenglöckchen, die Küchenschelle, der Storchschnabel, die Zwerg-Koreatanne oder auch die Goldprimel. Im Alpinum II findet man unter anderem verschiedene Arten des Enzians, welche in Österreich unter Naturschutz stehen.

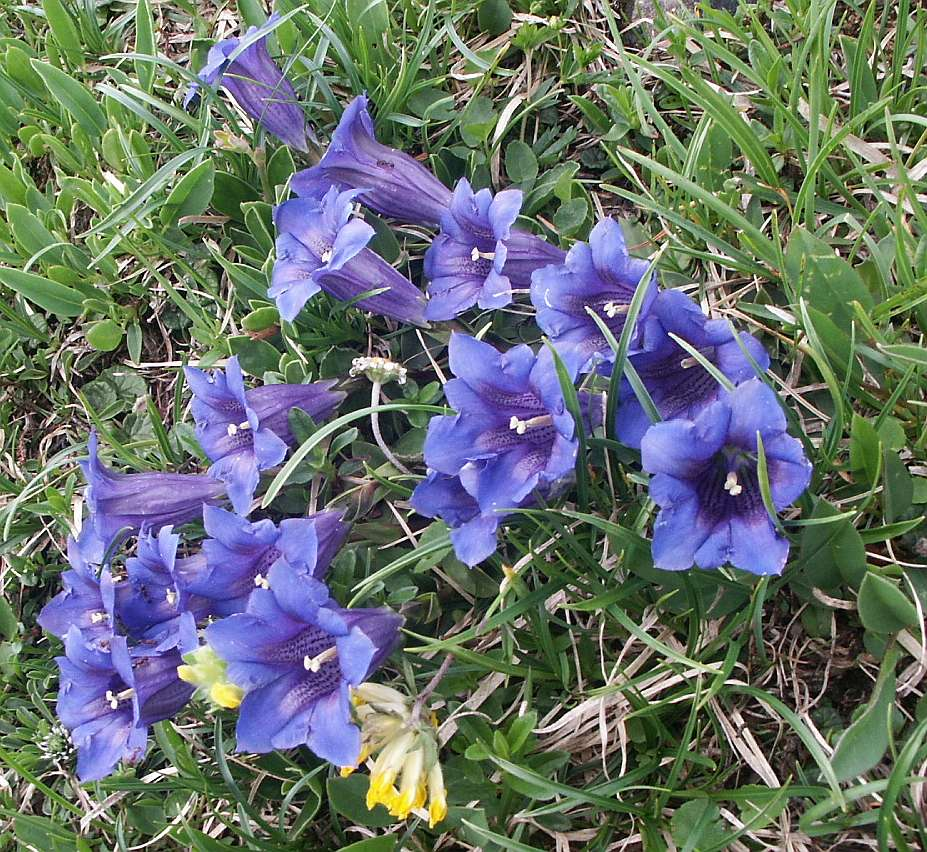
Enziane
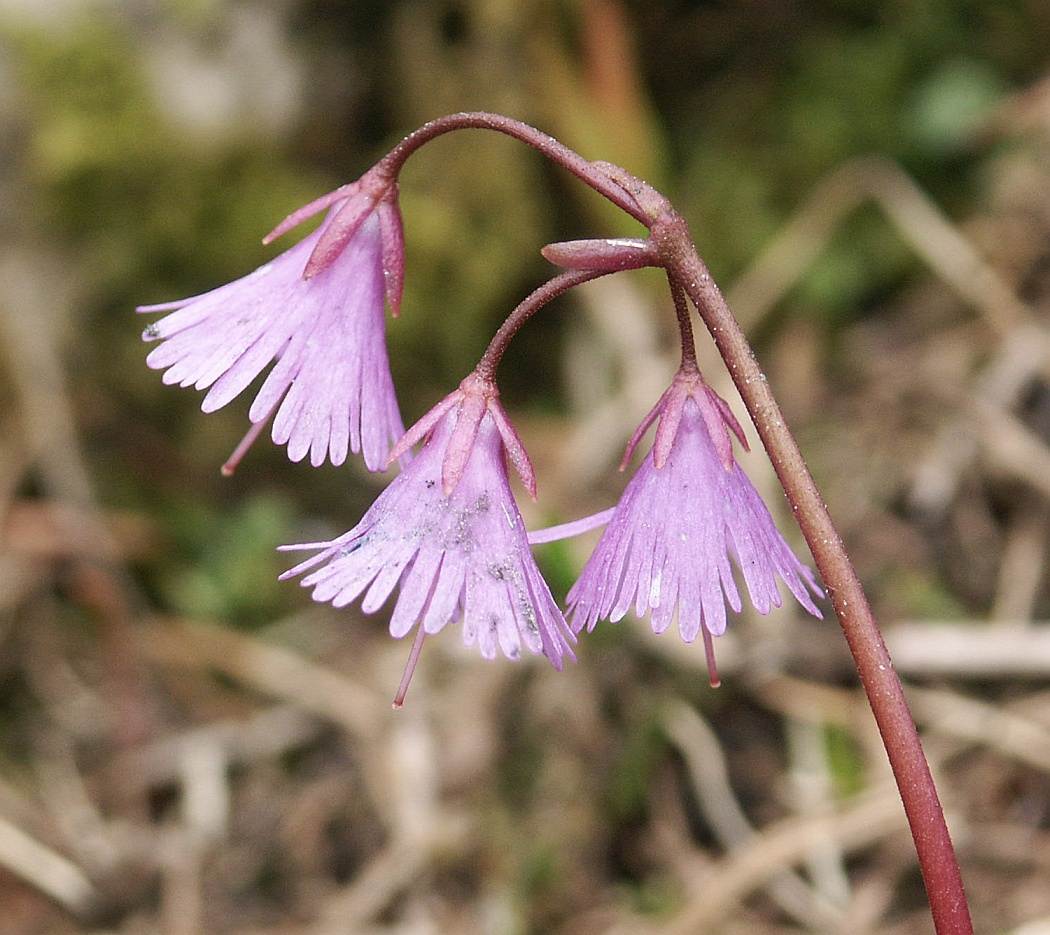
Alpenglöckchen
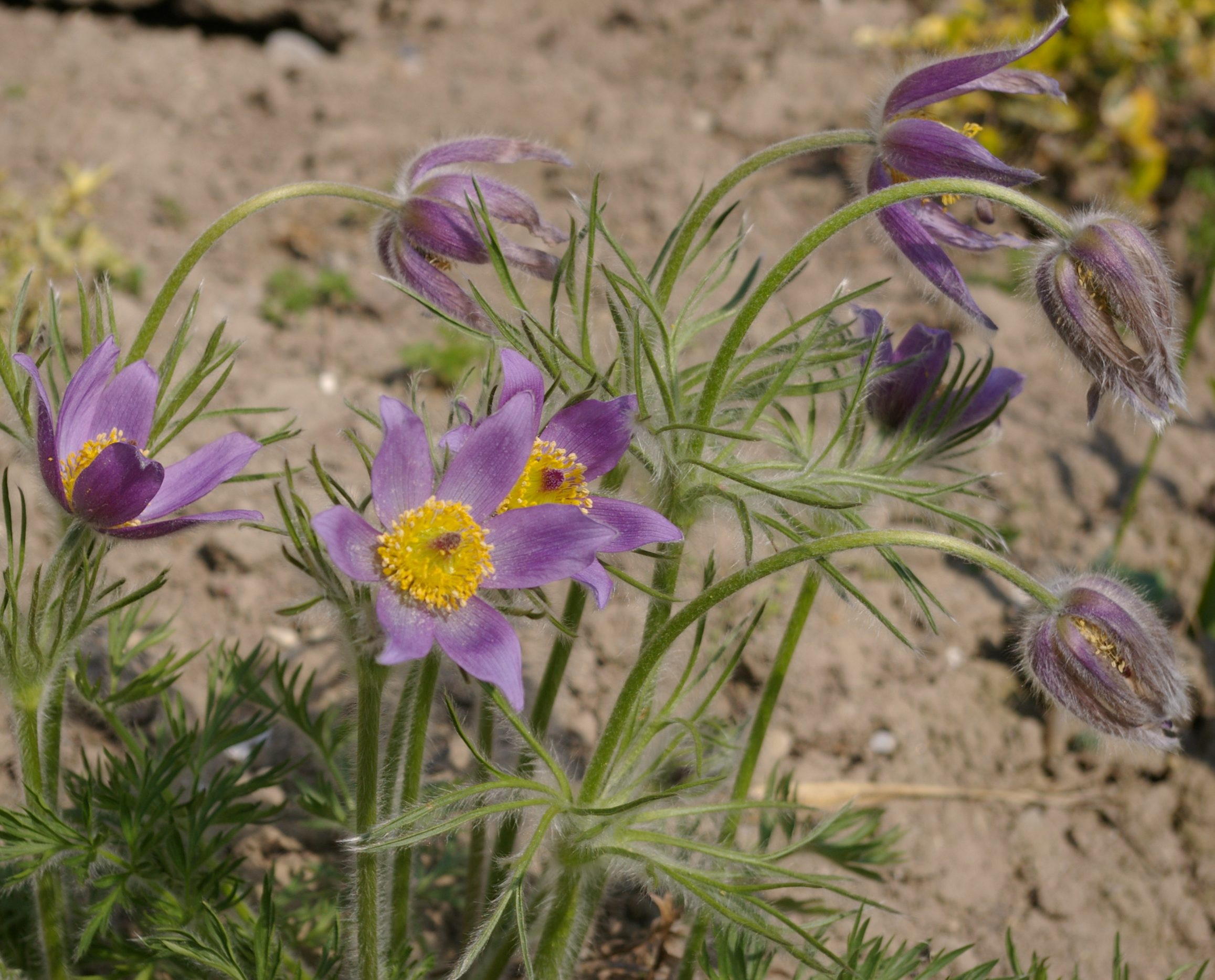
Küchenschelle
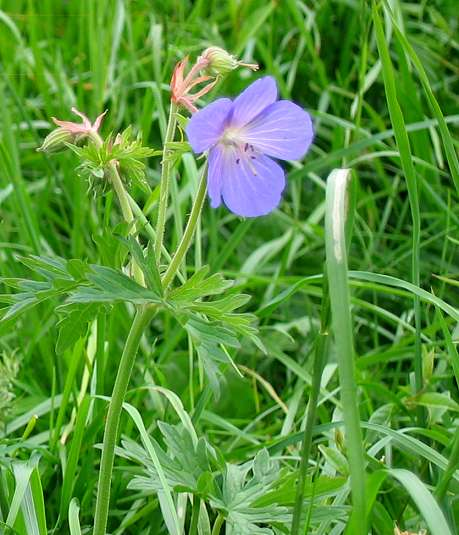
Storchschnabel